# Jordanië op de Olympische Zomerspelen 1988
Jordanië nam deel aan de Olympische Zomerspelen 1988 in Seoul, Zuid-Korea. 

## Deelnemers en resultaten

### Boksen
| Olympiër         | Discipline  | Resultaat | Prestatie                                                   |
| ---------------- | ----------- | --------- | ----------------------------------------------------------- |
| Abidnasir Shabab | -63,5kg (m) | 32e       | 1ste ronde: V van KEN Kamau: scheidsrechterlijke beslissing |
| Omar Dabaj       | -75kg (m)   | 17e       | 1ste ronde: vrij 2de ronde: V van UGA Wanyama: 0-5          |

### Boogschieten
| Olympiër         | Discipline      | Resultaat | Prestatie                              |
| ---------------- | --------------- | --------- | -------------------------------------- |
| Iliana Biridakis | individueel (v) | 61e       | plaatsingsronde: 61ste met 1055 punten |

### Schermen
| Olympiër     | Discipline | Resultaat | Prestatie                                   |
| ------------ | ---------- | --------- | ------------------------------------------- |
| Ali Abuzamia | degen (m)  | 76e       | 1ste ronde groep I: 5de met 0 overwinningen |

### Tafeltennis
| Olympiër         | Discipline    | Resultaat | Prestatie |
| ---------------- | ------------- | --------- | --- |
| Jaklein Al-Duqom | enkelspel (v) | 41e       | groep B: 6de V van KOR Yang: 0-3 V van TCH Kasalová: 0-3 V van TPE Lin: 0-3 V van VEN Popper: 0-3 V van HKG Hui: 0-3 |

### Worstelen
| Olympiër        | Discipline  | Resultaat   | Prestatie                                                         |
| Vrije stijl     | Vrije stijl | Vrije stijl | Vrije stijl                                                       |
| --------------- | ----------- | ----------- | ----------------------------------------------------------------- |
| Jihad Sharif    | -52kg (m)   | 23e         | groep B: 12de V van JPN Sato: 0-4 V van FRG Tutsch: 0-4           |
| Grieks-Romeins  |             |             |                                                                   |
| Jihad Sharif    | -52kg (m)   | 19e         | groep A: 10de V van BUL Fliev: 0-4 V van TCH Jankovics: 0-4       |
| Muneir Al-Masri | -68kg (m)   | 27e         | groep B: 14de V van GRE Grigorakis: 0-4 V van PER Ichillumpa: 0-4 |

Afghanistan · Algerije · Amerikaanse Maagdeneilanden · Amerikaans-Samoa · Andorra · Angola · Antigua en Barbuda · Argentinië · Aruba · Australië · Bahama’s · Bahrein · Bangladesh · Barbados · België · Belize · Benin · Bermuda · Bhutan · Birma · Bolivia · Bondsrepubliek Duitsland · Botswana · Brazilië · Britse Maagdeneilanden · Brunei · Bulgarije · Burkina Faso · Canada · Centraal-Afrikaanse Republiek · Chili · China · Chinees Taipei · Colombia · Congo-Brazzaville · Cookeilanden · Costa Rica · Cyprus · Denemarken · Djibouti · Dominicaanse Republiek · Duitse Democratische Republiek · Ecuador · Egypte · El Salvador · Equatoriaal-Guinea · Fiji · Filipijnen · Finland · Frankrijk · Gabon · Gambia · Ghana · Grenada · Griekenland · Groot-Brittannië · Guam · Guatemala · Guinee · Guyana · Haïti · Honduras · Hongarije · Hongkong · Ierland · IJsland · India · Indonesië · Irak · Iran · Israël · Italië · Ivoorkust · Jamaica · Japan · Joegoslavië · Jordanië · Kaaimaneilanden · Kameroen · Kenia · Koeweit · Laos · Lesotho · Libanon · Liberia · Libië · Liechtenstein · Luxemburg · Malawi · Malediven · Maleisië · Mali · Malta · Marokko · Mauritanië · Mauritius · Mexico · Monaco · Mongolië · Mozambique · Nederland · Nederlandse Antillen · Nepal · Nieuw-Zeeland · Niger · Nigeria · Noord-Jemen · Noorwegen · Oeganda · Oman · Oostenrijk · Pakistan · Panama · Papoea-Nieuw-Guinea · Paraguay · Peru · Polen · Portugal · Puerto Rico · Qatar · Roemenië · Rwanda · Saint Vincent en de Grenadines · Salomonseilanden · Samoa · San Marino · Saoedi-Arabië · Senegal · Sierra Leone · Singapore · Soedan · Somalië · Sovjet-Unie · Spanje · Sri Lanka · Suriname · Swaziland · Syrië · Tanzania · Thailand · Togo · Tonga · Trinidad en Tobago · Tsjaad · Tsjecho-Slowakije · Tunesië · Turkije · Uruguay · Vanuatu · Venezuela · Verenigde Arabische Emiraten · Verenigde Staten · Vietnam · Zaïre · Zambia · Zimbabwe · Zuid-Jemen · Zuid-Korea · Zweden · Zwitserland